# Јуки Фушими
Јуки Фушими (јап. 伏見 有希) бивша је јапанска фудбалерка.

## Репрезентација
За репрезентацију Јапана дебитовала је 1994. године.

## Статистика
| Јапан  | Јапан | Јапан |
| Год.   | Ута.  | Гол.  |
| ------ | ----- | ----- |
| 1994   | 1     | 0     |
| Укупно | 1     | 0     |